# Ruslan Ternovoi
Ruslan Ternovoi (n. 10 aprilie 2001, Penza, Regiunea Penza, Rusia) este un săritor în apă ce a reprezentat Rusia. A participat la competiții asociate Jocurilor Olimpice în care a câștigat 3 medalii de bronz.